# Bolitoglossa epimela
Espèce
Statut de conservation UICN

 DD  : Données insuffisantes
Bolitoglossa epimela est une espèce d'urodèles de la famille des Plethodontidae.

## Répartition
Cette espèce est endémique de la province de Cartago au Costa Rica. Elle est présente entre 775 et 1 550 m d'altitude.

## Description
Bolitoglossa epimela mesure de 76 à 97 mm dont plus de moitié pour la queue. Son dos est brun foncé ou noir avec quelques taches fauve, orange, roses ou blanches. Son ventre est noir pratiquement uniforme si ce n'est quelques taches violacées à rosâtres.

## Publication originale
- Wake & Brame, 1963 : A new species of Costa Rican salamander, genus Bolitoglossa. Revista de Biología Tropical, vol. 11, p. 63-73.